# Happy Ruggiero
Happy Ruggiero, pseudonimo di Felice Ruggiero (Torino, 30 dicembre 1938 – Asti, 6 febbraio 2022), è stato un produttore discografico, compositore e cantante italiano.

## Biografia
Nato e cresciuto nel borgo torinese di San Donato (dapprima in via Cibrario, poi in piazza Barcellona), si diploma al Conservatorio Giuseppe Verdi di Torino.
Alla fine degli anni '50 forma un suo complesso, I Fauni, adottando il nome d'arte Happy (traduzione inglese del suo nome di battesimo), esibendosi in locali nel nord Italia e suonando anche nei panfili di Aristotele Onassis; nello stesso periodo collabora con la LDC componendo colonne sonore per documentari a carattere religioso.
Nel 1965 intraprende l'attività di discografico, fondando la DKF Folklore, etichetta che si dedica dapprima al folk e poi al beat ed alla musica leggera; per la DKF incideranno, tra i tanti, i Ragazzi del Sole, Germana Caroli, The Juniors, Misterbianco, Silva Grissi, Tony Pagliaro e Mariolino Barberis.
Nello stesso periodo fonda anche gli studi di registrazione Format, con sede a Torino in via Ventimiglia, in cui vengono registrati molto dischi, tra cui i più noti sono sicuramente i primi due album di Paolo Conte (l'omonimo del 1974 e l'omonimo del 1975) e Paris milonga, sempre del cantautore astigiano, del 1981.
Con Paolo Conte è autore delle musiche di alcuni spettacoli teatrali.
Nel 1970 produce l'album di Francesca Cauvin, Che tu creda o non creda.
Negli anni '70 si dedica alla canzone in lingua piemontese, incidendo nel 1977 l'album Ier come ancheuj, pubblicato dalla RCA Italiana.
Alla fine del decennio è tra i fondatori di TeleStudio Torino.
Negli anni '90 cede lo studio Format a Danilo Pennone e si trasferisce nei pressi di Asti; nel 2009 si ritira dall'attività.
La figlia Esther Ruggiero è un'attrice di teatro.

## Discografia parziale

### Album
- 1966: Colonna sonora in tre dimensioni (DKF Folklore, KS 30033; con gli Stereo)
- 1969: Per te (DKF Folklore, KS 30056)
- 1969: Inno all'amore (DKF Folklore, KS 30122; con Silva Grissi e Raf Cristiano)
- 1970: Love letters (DKF Folklore, KS 30136)
- 1974: È morto per noi (LDC, BG 2/BG 3)
- 1977: Ier come ancheuj (RCA Italiana, PL 31326)

## Dischi di altri artisti in cui ha collaborato Happy Ruggiero
- 1974: Paolo Conte di Paolo Conte (maracas)
- 1975: Paolo Conte di Paolo Conte (tecnico del suono)
- 1981: Paris milonga di Paolo Conte (eminent)

## Le canzoni scritte da Happy Ruggiero
| Anno | Titolo            | Autori del testo | Autori della musica                 | Interpreti ed incisioni |
| ---- | ----------------- | ---------------- | ----------------------------------- | ----------------------- |
| 1967 | Questa è la città | Renato Scala     | Happy Ruggiero e Mariolino Barberis | Mariolino Barberis      |
| 1967 | Maria...ti prego  | Luciano Beretta  | Happy Ruggiero e Domenico Ravizza   | Tony Pagliano           |
| 1970 | Voom Voom         | Vic Nocera       | Happy Ruggiero e Danilo Pennone     | I Ragazzi del Sole      |
| 1970 | Color Sound       | Vic Nocera       | Happy Ruggiero e Danilo Pennone     | I Ragazzi del Sole      |
| 1970 | Black Label       | Vic Nocera       | Happy Ruggiero e Danilo Pennone     | I Ragazzi del Sole      |
| 1970 | Underground       | Vic Nocera       | Happy Ruggiero e Danilo Pennone     | I Ragazzi del Sole      |
| 1970 | With You          | Vic Nocera       | Happy Ruggiero e Danilo Pennone     | I Ragazzi del Sole      |
| 1970 | Rally             | Vic Nocera       | Happy Ruggiero e Danilo Pennone     | I Ragazzi del Sole      |
| 1970 | Neige             | Vic Nocera       | Happy Ruggiero e Danilo Pennone     | I Ragazzi del Sole      |
| 1970 | Psycology         | Vic Nocera       | Happy Ruggiero e Danilo Pennone     | I Ragazzi del Sole      |
| 1970 | Schun Schun Schun | Vic Nocera       | Happy Ruggiero e Danilo Pennone     | I Ragazzi del Sole      |
| 1970 | ...in life        | Vic Nocera       | Happy Ruggiero e Danilo Pennone     | I Ragazzi del Sole      |
| 1970 | Warm              | Vic Nocera       | Happy Ruggiero e Danilo Pennone     | I Ragazzi del Sole      |